# Ralph Kok
Ralph Kok (* 18. Oktober 1967) ist ein ehemaliger niederländischer Tennisspieler.

## Karriere
Kok war erstmals 1986 in der Tennis-Weltrangliste platziert. 1989 erreichte er das Halbfinale beim Challenger-Turnier in Graz, sowie das Viertelfinale in München. Im Folgejahr gelangte er ins Hauptfeld des Grand-Slam-Turniers in Wimbledon. Dort scheiterte er aber in der Erstrundenbegegnung an Dan Goldie in drei Sätzen (7:5 - 6:1 - 7:5). Beim mit 600.000 Dollar dotierten Grand-Prix-Turnier in Rotterdam schlug er 1993 in der ersten Runde des Turniers den Deutschen Patrik Kühnen (6:4 - 6:4). In der zweiten Runde schied er jedoch gegen Omar Camporese aus. Seine höchste Karriere-Platzierung in der Tennis-Weltrangliste im Einzel erreichte Kok am 10. Juli 1989 mit dem 243. Platz. In der Doppel-Wertung war er am 20. März 1989 auf Rang 306 gelistet. 
Heute ist Kok Trainer der Belarussin Anastasia Yakimova sowie der Niederländerin Arantxa Rus. 2007 spielte der auf Gran Canaria lebende Kok in der Herrenmannschaft des Lintorfer TC.